# Matthias Günther (Schauspieler)
Matthias Günther (* 1947 in Halle) ist ein deutscher Schauspieler und Hochschullehrer.

## Leben
Matthias Günther wuchs in Halle auf, arbeitete zunächst als Puppenspieler und studierte dann von 1969 bis 1972 an der Staatlichen Schauspielschule Berlin in Niederschöneweide. Von 1973 bis Anfang der 1980er Jahre war er an den Städtischen Bühnen Karl-Marx-Stadt engagiert, wo er unter anderem den Mephisto in Faust I und Faust II spielte. Im Jahr 1984 spielte Günther an der Volksbühne Berlin, später am Staatstheater Dresden. Seit Anfang der 1970er Jahre war er im Fernsehen (zumeist in Theateraufzeichnungen) und in DEFA-Spielfilmen zu sehen.
Im Jahr 1986 verließ Günther die DDR. Es folgten Engagements am Theater am Neumarkt Zürich, am Schauspiel Köln, am Deutschen Schauspielhaus Hamburg, am Schauspiel Bonn und am Volkstheater Wien.
Nach der Wende spielte Günther unter anderem am Hans Otto Theater Potsdam und von 1996 bis 2004 am Renaissance-Theater Berlin.
Seit 1998 lehrt Günther Schauspiel an der Hochschule für Schauspielkunst „Ernst Busch“ Berlin (HFS). Im Jahr 2005 wurde er dort zum Professor für Schauspiel berufen.

## Filmografie
- 1973: Eva und Adam oder Privat nach Vereinbarung (TV)
- 1973: Unterm Birnbaum
- 1974: Hans Röckle und der Teufel
- 1975: Looping
- 1975: Bauernkrieg
- 1978: Der Held der westlichen Welt (TV-Studioaufzeichnung)
- 1979: Stine (Fernsehfilm)
- 1980: Armer Ritter (Theateraufzeichnung)
- 1981: Die Kolonie
- 1982: Faust Teil 1 (TV-Theateraufzeichnung)
- 1983: Der Aufenthalt
- 1983: So wie du lebst (TV)
- 1984: Faust Teil 2 (Theateraufzeichnung)
- 1984: Die Witwe Capet (TV)
- 1985: Hälfte des Lebens
- 1987: Wengler & Söhne
- 1988: Spielergeschichten (TV)
- 1997: Der Hauptmann von Köpenick (TV)
- 1998: Abgehauen (TV)

## Theater
- 1985:  Wsewolod Wischnewski: Optimistische Tragödie (Heiserer) – Regie: Siegfried Höchst/Gert Hof (Volksbühne Berlin)

## Hörspiele
- 1986: Volksmärchen: Petrea und die Blütenkaiserin und andere Volksmärchen aus aller Welt (Petrea, Sohn der Sonne, Teufel) – Regie/Bearbeitung: Dieter Scharfenberg (Kinderhörspiel – Litera)